# (9961) 1991 XK
1991 أكس كي (ويعرف أيضًا باسم (9961) 1991 أكس كي وفق تسمية الكوكب الصغير) (بالإنجليزية: 1991 XK)‏ هو كويكب ضمن حزام الكويكبات؛ وترتيبه 9961 من حيث الاكتشاف.
اكتُشف هذا الجُرم الفلكي بواسطة هيروشي كانيدا في 4 ديسمبر 1991.

## وصلات خارجية
- (9961) 1991 XK في قاعدة بيانات مختبر الدفع النفاث لأجرام النظام الشمسي الصغيرة

- الاكتشاف · مخطط المدار ·  العناصر المدارية · المعلمات المادية

- (9961) 1991 XK على موقع ويكي سكاي: DSS2, SDSS, GALEX, IRAS, Hydrogen α, X-Ray, Astrophoto, Sky Map, Articles and images